# NGC 5907
NGC 5907 è una galassia a spirale situata nella costellazione del Dragone, che dista dalla Terra circa 50 milioni di anni luce. Possiede un'insolita scarsa metallicità e un'anomala carenza di stelle giganti, essendo composta per la maggior parte da giovani stelle nane. Fa parte del Gruppo di NGC 5866, un piccolo gruppo di galassie contenente la Galassia Fuso.
È stata a lungo considerata un prototipo di una galassia spirale deformata in relativo isolamento. Tuttavia, un team di astronomi ha recentemente scoperto che la forma di NGC 5907 è causata da un esteso flusso di materia che circonda la galassia, e ciò potrebbe suggerire una possibile causa alle perturbazioni gravitazionali a cui la galassia è soggetta.
È stata scoperta da William Herschel nel 1788. Il 16 febbraio 1940 è stata scoperta la supernova SN1940A, l'unica fino ad ora osservata all'interno di questa galassia.
A febbraio 2017 Nella galassia è stata scoperta la pulsar più distante e luminosa mai rilevata. Tale pulsar, denominata NGC 5907 ULX è stata osservata dai telescopi XMM-Newton (X-ray Multi-Mirror Mission) dell'ESA e dal NuSTAR (Nuclear Spectroscopic Telescope Array) della NASA. Alcune sue particolari proprietà , tra cui accrescimento, emissione di raggi X e variazione di rotazione, suggeriscono una rivalutazione dei modelli teorici di tali corpi celesti.